# ابراهیم‌آباد (زبرخان)
ابراهیم‌آباد یک روستا در ایران است که در بخش زبرخان شهرستان نیشابور واقع شده‌است. ابراهیم‌آباد ۶۷ نفر جمعیت دارد.